# Deportes ecuestres en los Juegos Olímpicos de Los Ángeles 1984
Los deportes ecuestres en los Juegos Olímpicos de Los Ángeles 1984 se realizaron en el Santa Anita Park y el Fairbanks Ranch Country Club (campo a través del concurso completo) de Los Ángeles del 29 de julio al 12 de agosto de 1984.
En total se disputaron en este deporte seis pruebas diferentes en las disciplinas de doma, salto de obstáculos y concurso completo, en las categorías individual y por equipos. El programa de competiciones se mantuvo como en la edición pasada.

## Medallistas
| Evento                                               | Oro | Plata | Bronce |
| ---------------------------------------------------- | --- | --- | --- |
| Doma individual (8-10 de agosto)                     | Reiner Klimke (Ahlerich) · Alemania Occidental · 1504 pts.                                                                                    | Anne Grethe Jensen (Marzog) · Dinamarca · 1442 pts.                                                                                          | Otto Hofer (Limandus) · Suiza · 1364 pts. |
| Doma por equipos (8-9 de agosto)                     | Reiner Klimke (Ahlerich) · Uwe Sauer (Montevideo) · Herbert Krug (Muscadeur) · Alemania Occidental · 4955                                     | Otto Hofer (Limandus) · Christine Stückelberger (Tansanit) · Amy-Cathérine de Bary (Aintree) · Suiza · 4673                                  | Ulla Håkansson (Flamingo) · Louise Nathhorst (Inferno) · Ingamay Bylund (Aleks) · Suecia · 4630                                                  |
| Salto de obstáculos individual (7-12 de agosto)      | Joseph Fargis (Touch of Class) · Estados Unidos · 4 (0)                                                                                       | Conrad Homfeld (Abdullah) · Estados Unidos · 4 (8)                                                                                           | Heidi Robbiani (Jessica V) · Suiza · 8 |
| Salto de obstáculos por equipos (7 de agosto)        | Joseph Fargis (Touch of Class) · Conrad Homfeld (Abdullah) · Leslie Burr (Albany) · Melanie Smith (Calypso) · Estados Unidos · 12,00          | Michael Whitaker (Overton Amanda) · John Whitaker (Ryans Son) · Steven Smith (Shining Example) · Timothy Grubb (Linky) · Reino Unido · 36,75 | Paul Schockemöhle (Deister) · Peter Luther (Livius) · Franke Sloothaak (Farmer) · Fritz Ligges (Ramzes) · Alemania Occidental · 39,25            |
| Concurso completo individual (29 julio-3 de agosto)  | Mark Todd (Charisma) · Nueva Zelanda · 51,60                                                                                                  | Karen Stives (Ben Arthur) · Estados Unidos · 54,20                                                                                           | Virginia Holgate (Priceless) · Reino Unido · 56,80                                                                                               |
| Concurso completo por equipos (29 julio-3 de agosto) | Michael Plumb (Blue Stone) · Karen Stives (Ben Arthur) · Torrance Fleischmann (Finvarra) · Bruce Davidson (JJ Babu) · Estados Unidos · 186,00 | Virginia Holgate (Priceless) · Ian Stark (Oxford Blue) · Diana Clapham (Windjammer) · Lucinda Green (Regal Realm) · Reino Unido · 189,20     | Bettina Overesch (Peacetime) · Burkhard Tesdorpf (Freedom) · Claus Erhorn (Fair Lady) · Dietmar Hogrefe (Foliant) · Alemania Occidental · 234,00 |

## Medallero
| Núm. | País                | Oro | Plata | Bronce | Total |
| ---- | ------------------- | --- | ----- | ------ | ----- |
| 1    | Estados Unidos      | 3   | 2     | 0      | 5     |
| 2    | Alemania Occidental | 2   | 0     | 2      | 4     |
| 3    | Nueva Zelanda       | 1   | 0     | 0      | 1     |
| 4    | Reino Unido         | 0   | 2     | 1      | 3     |
| 5    | Suiza               | 0   | 1     | 2      | 3     |
| 6    | Dinamarca           | 0   | 1     | 0      | 1     |
| 7    | Suecia              | 0   | 0     | 1      | 1     |
|      | TOTAL               | 6   | 6     | 6      | 18    |